# Голија (Црна Гора)
Голија је планина Динарског планинског система у Црној Гори, северозападно од Никшића. Планински венац протеже се у динарском правцу, на дужини од око 40 km, паралелно са јужнијом Његош планином, између Никшићког и Гатачког поља, широка до 8 km. Највиши врх су Млечеве греде (1942 m), који се некада на картама означава Бајово ждријело. Наиме шире подручје врха носи назив Млечеве греде, док је стеновити прилаз са северне стране Бајово ждријело. Највиша тачка врха налази се на гребенском масиву централног дела планине. Југоисточније од ње је други по висини врх Чардак (1 935 m).
Планина је добила име по голетној ширини, односно распрострањеном голетном вршном простору, поготово на јужној страни планинског везаног била. Народски назив за ову планину је множина „Голије”, па се говори се о Голијама као планини. У литератури и на картама наводи се назив у једнини Голија, по селу под планином.
Изграђена је од кречњака и доломита кредне старости. Обрасла је шумом, већином са северне стране, док је јужна страна голетна. Гребен планине је таласаста зараван подесна за ходање по врховима.  Планинске падине су доста стрме, а средишњи део чине заравњени делови, стеновите вртаче и стеновити гребени. Падине према Пиви су обрасле густим и листопадним и четинарским шумама, а југозападне су доста голе.
Северозападно од планине Голије, до планине Његоша и Сомине је Голијски крај. Голија и Голијски крај познати су сточарски предели.
Овде се налази манастир Светог Саве.

## Познате личности
- Сердар Дука Канкараш
- Ђоко Вишњић
- Јефто Вишњић
- Ђоко Горановић
- Радивоје Шуковић
- Миодраг Дака Давидовић
- Бошко Бојо Канкараш
- Божо Ђурановић
- Бранко Вишњић
- Радојица Перишић
- Ристо Манојловић
- Oбрад Вишњић